# Hargnies (Nord)
Hargnies ist eine französische Gemeinde im Département Nord in der Region Hauts-de-France. Sir gehört zum Arrondissement Avesnes-sur-Helpe und zum Kanton Aulnoye-Aymeries. Die Bewohner nennen sich Hargniesiens oder Hargniesiennes.

## Geografie
Die Gemeinde Hargnies liegt im Regionalen Naturpark Avesnois, acht Kilometer westlich von Maubeuge. Nachbargemeinden sind La Longueville im Norden, Vieux-Mesnil im Osten, Pont-sur-Sambre im Süden und Locquignol im Westen.

## Bevölkerungsentwicklung
| Jahr                       | 1962 | 1968 | 1975 | 1982 | 1990 | 1999 | 2006 | 2013 | 2020 |
| Einwohner                  | 402  | 420  | 408  | 408  | 450  | 456  | 545  | 593  | 622  |
| Quellen: Cassini und INSEE |      |      |      |      |      |      |      |      |      |

## Sehenswürdigkeiten
- Kirche Saint-Pierre, Monument historique

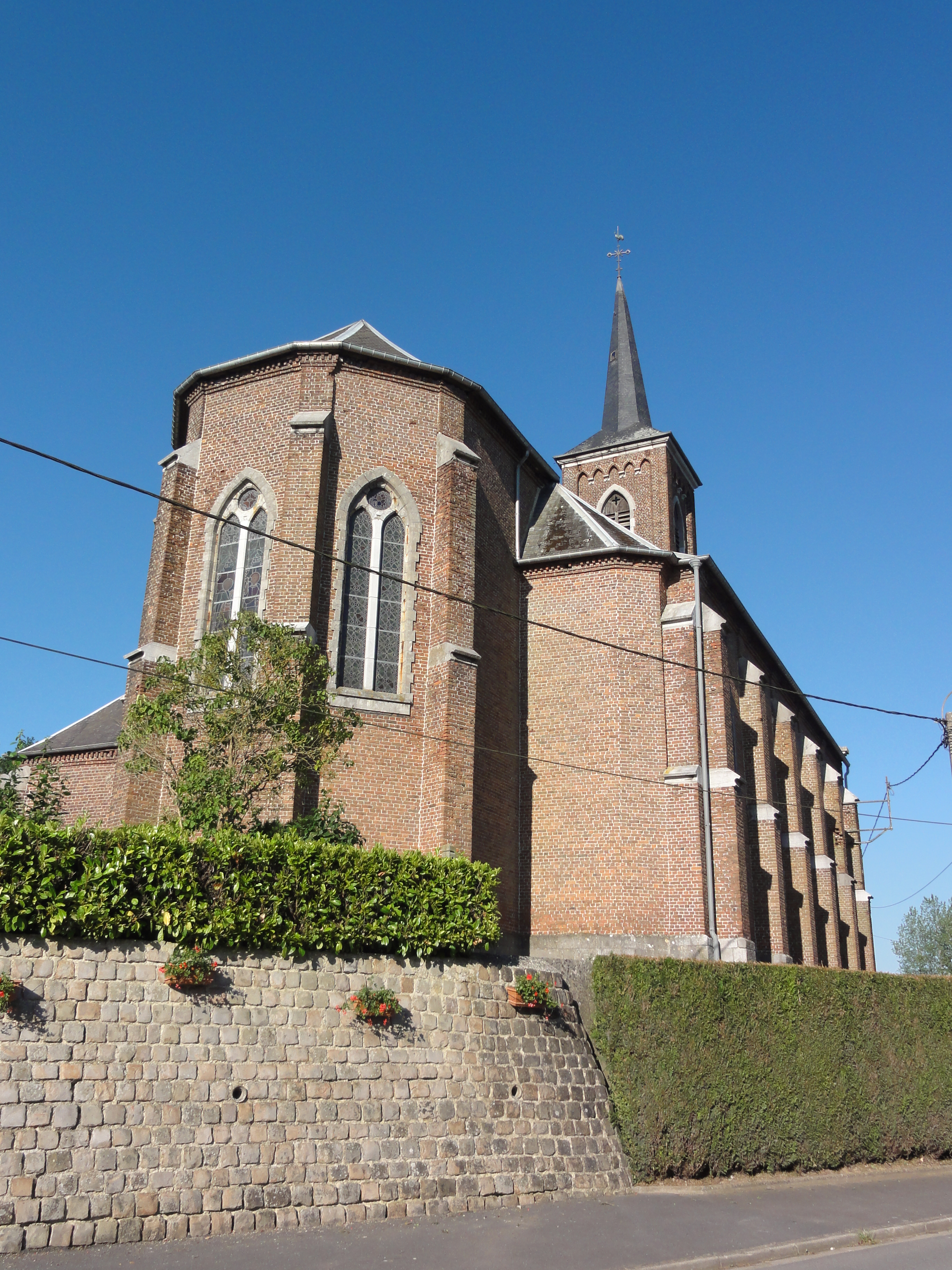
Kirche Saint-Pierre
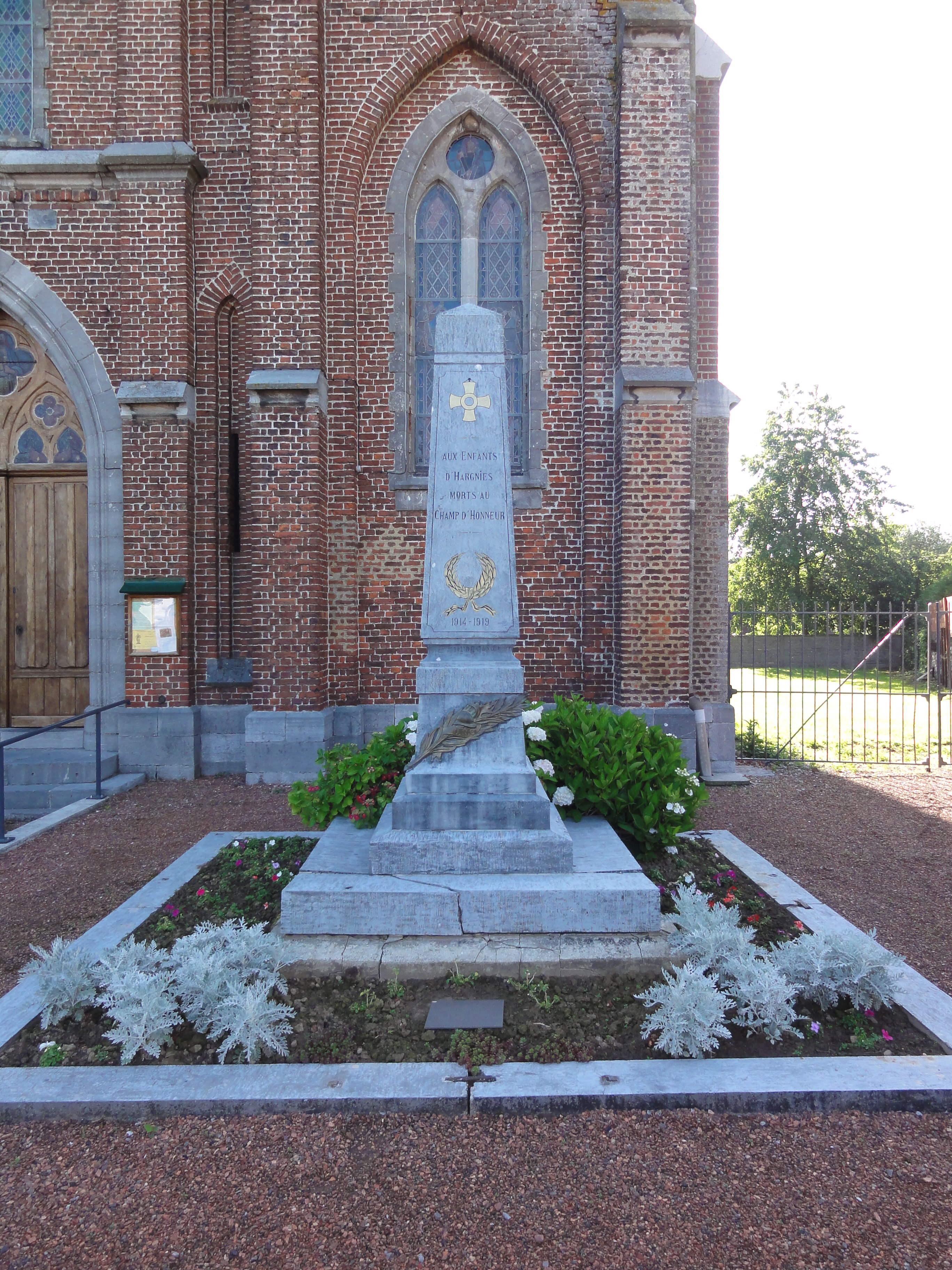
Gefallenendenkmal